# Werner Anton von Plettenberg

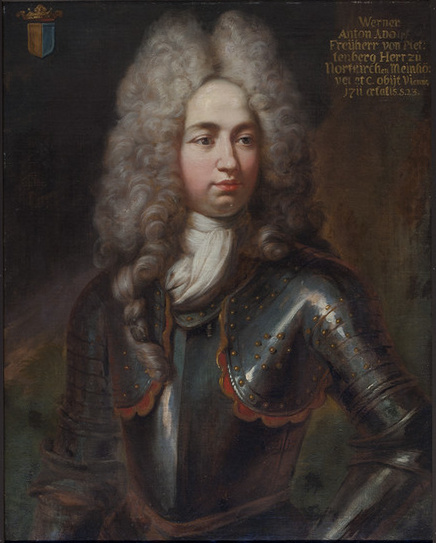
Ölgemälde des Werner Anton von Plettenberg im Schloss Nordkirchen

Werner Anton Adolf Freiherr von Plettenberg (* 20. Februar 1688; † Juni 1711 in Wien) war Domherr in Münster.

## Leben
Werner Anton Adolf von Plettenberg wuchs als Sohn des Johann Adolph von Plettenberg (1655–1696) und seiner Gemahlin Franziska Theresa von Wolff-Metternich zur Gracht (1667–1722) in einer der ältesten und bedeutendsten Adelsfamilien Westfalens auf.
Seine Geschwister waren:
- Anna Maria Magdalene (1679–1707, ⚭ 1699 Johann Matthias von der Recke zu Steinfurt (1672–1739))
- Ursula (1685–1733, ⚭ Ernst Dietrich Anton von Droste zu Füchten)
- Friedrich Christian Ferdinand (* 1689)
- Ferdinand (1690–1737, Kurkölnischer Premierminister)
- Friedrich Bernhard Wilhelm (1695–1730, Amtsdroste in Werl und Domherr in Paderborn)

Werner Anton erhielt im Jahre 1701 durch den Turnar in Münster eine Dompräbende. Am 8. August 1706 verzichtete er, weil er Erbe seines Onkels, Fürstbischof Friedrich Christian war. Dieser hatte in seiner Amtszeit ein beträchtliches Vermögen, darunter das Schloss Nordkirchen, erworben. Sein Onkel Ferdinand war in der Erbangelegenheit sein Vormund.
Eine Studienreise in den Jahren 1702 bis 1708 führte Werner Anton in die Städte Mainz, Erfurt und Gießen. 1709 startete er zu einer zweijährigen Länderreise, um die Niederlande, Frankreich, Italien und Österreich kennenzulernen. Während dieser Reise verstarb er 23-jährig in Wien an einem Lungenleiden. Sein jüngerer Bruder Ferdinand, der spätere Premierminister, wurde daraufhin Erbe der umfangreichen Besitzungen.